# Valdez (Alaska)
Valdez [vælˈdiːz] ist eine Stadt in der Chugach Census Area am Prince William Sound im US-Bundesstaat Alaska. Das U.S. Census Bureau hat bei der Volkszählung 2020 eine Einwohnerzahl von 3.985 ermittelt.

## Geschichte

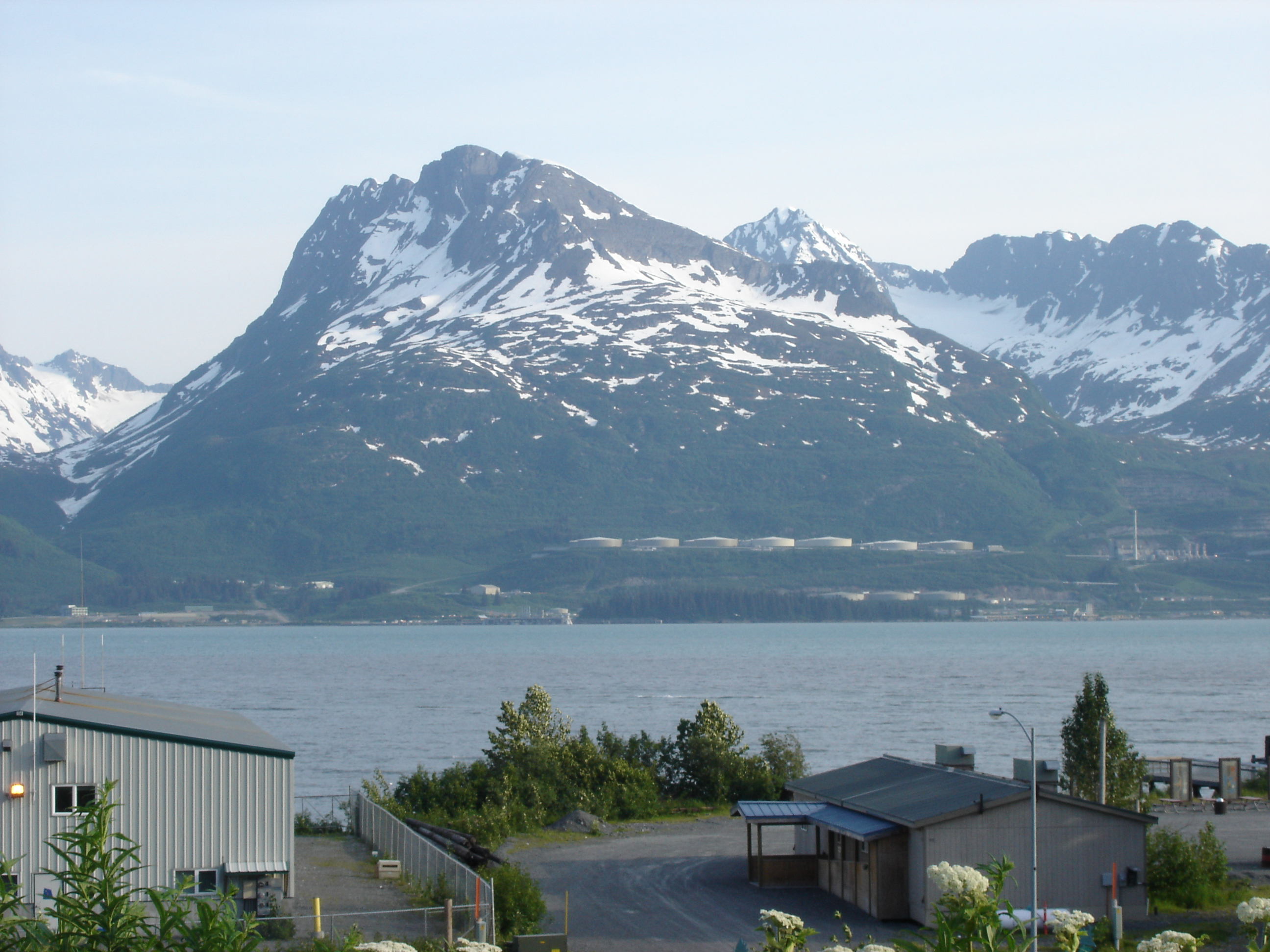
Öltanks in Valdez

Der spanische Seefahrer und Entdecker Salvador Fidalgo benannte den Ort 1790 nach dem spanischen Marineminister Antonio Valdés y Fernández Bazán. Ende des 19. Jahrhunderts wurde in Valdez ein Hafen für die nach Alaska drängenden und den Valdez Trail nutzenden Goldsucher ausgebaut.
Im Jahre 1964 wurde Valdez durch das Karfreitagsbeben und eine unmittelbar darauf folgende Flutwelle fast vollständig zerstört. Nach der Katastrophe wurde die Stadt rasch wieder aufgebaut.
Bedeutung hat die Stadt als wichtigster eisfreier Hafen Alaskas und Endpunkt der den Bundesstaat südwärts querenden Trans-Alaska-Pipeline. Traurige Berühmtheit erlangte der Ort als Namensgeber des Öltankers Exxon Valdez, der 1989 in der Nähe havarierte und eine Ölpest verursachte, bei der rund 42.000 Kubikmeter Rohöl ins Meer flossen. Allerdings erreichte davon kein Öl das Stadtgebiet.

## Wirtschaft
Die Stadt lebt in erster Linie vom Umschlag von Erdöl aus der Prudhoe Bay und damit vor allem vom Ölkonzern ExxonMobil, der in Valdez auch der größte Arbeitgeber ist.

## Tourismus
Valdez ist im Übrigen berühmt für seine Eiskletterrouten über gefrorene Wasserfälle in der Nähe des Stadtgebiets – über 164 durchstiegene Routen soll es bislang geben (Stand: 1990).